# Alejandro Ordóñez
Alejandro Ordóñez Maldonado (Bucaramanga; 29 de mayo de 1955) es un político colombiano. Abogado de la Universidad Santo Tomás de Bucaramanga, ha ejercido cargos como Concejal de Bucaramanga, Magistrado del Tribunal Administrativo de Santander, presidente del Consejo de Estado de Colombia y procurador general de la Nación durante el periodo 2009-2016.
Fue también la primera persona en ser reelegida al cargo de Procurador en Colombia. Ha sido un férreo defensor de los "valores cristianos y tradicionales de la familia" en Colombia; de igual manera muy cuestionado por diferentes aspectos como la quema de libros en su época de universidad y su destitución, de parte del Consejo de Estado, como procurador general de la Nación. Fue precandidato presidencial en las Elecciones Presidenciales del 2018. El 12 de septiembre de 2018 fue nombrado embajador de Colombia ante la OEA por el presidente Iván Duque.

## Biografía

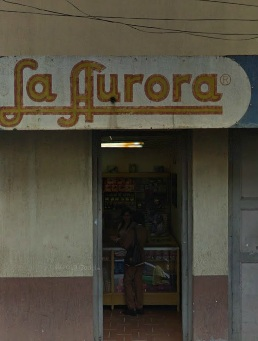
Tienda de Galletas Familiar La Aurora

El menor de cinco hermanos, es hijo de Mary Maldonado y Miguel Ordóñez, un empresario y antropólogo que fundó una fábrica de galletas llamada La Aurora.
Estudió en el Colegio San Pedro Claver, posteriormente ingresó a la Universidad Santo Tomás donde terminó sus estudios de pregrado en Ciencias Políticas y Derecho vinculándose a la docencia en esta institución. 
En la Universidad Santo Tomas de Bucaramanga se especializó en Derecho Administrativo.

### Vida Académica y de Funcionario Público
En la universidad fue elegido presidente de las Juventudes Departamentales del Partido Conservador en Santander.
Como profesor de Filosofía de la Facultad de Derecho de la Universidad Santo Tomás conoció a su esposa Beatriz Hernández de Ordóñez, con la que tuvo tres hijas, María Alejandra, Natalia y Ángela María. Poco antes de casarse fue seminarista por año y medio en Francia y Argentina.
Luego del nacimiento de su primera hija se desempeñó como abogado litigante en las áreas de Derecho Civil y Derecho Administrativo, siendo asesor de diversas empresas.
Fue catedrático de la Facultad de Derecho de la Universidad Santo Tomás en Bucaramanga y Bogotá ocupando el cargo de Director del Centro de Investigaciones Socio-Jurídicas de esta Universidad, a su vez fue docente en la Escuela de Derecho y Ciencia Política de la Universidad Sergio Arboleda, la Universidad Católica, la Universidad Autónoma de Bucaramanga, la Universidad Autónoma de Nariño, la Universidad Nacional y la Universidad Industrial de Santander.
Fue elegido como concejal de Bucaramanga por el Partido Conservador en el periodo 1986-1989.
Fue vicepresidente de la Asociación Internacional de Altas Jurisdicciones Contenciosas Administrativas en una reunión celebrada en Budapest (Hungría), e integrante como asesor de una misión electoral de la Organización de Estados Americanos, para la institucionalización de Perú, entre 1991 y 1992.
Fue elegido como con-juez en 1989 del Tribunal Administrativo de Santander luego se convirtió por concurso en magistrado y presidente de este tribunal, también en el año 2000 fue elegido consejero de Estado, luego fue elegido presidente de la sección segunda del Consejo de Estado de Colombia, y nuevamente presidente pero esta vez de la corporación en el año 2004.
Fue elegido por el Senado de Colombia en el 2008 como procurador general de la Nación para el periodo en el cargo 2009–2013 y fue reelegido para el periodo 2013–2016.

## Procurador general de la Nación (2009-2016)
Con su gestión se destruyeron funcionarios elegidos por voto popular, la mayoría fueron destituidos por parapolítica; aunque menos que su predecesor Edgardo Maya Villazón.
Ordóñez, destituyó, suspendió e inhabilitó a diversos altos funcionarios, ministros, gobernadores, alcaldes y congresistas de diversos partidos. Entre ellos al exministro de Agricultura, Andrés Felipe Arias, a quien inhabilitó por malversación de fondos y contratación indebida, a la exsenadora Piedad Córdoba el ministerio público la inhabilitó por haber realizado reuniones ilegales con la guerrilla de las FARC, a las congresistas Eleonora Pineda y Rocío Arias la Procuraduría las destituyó por parapolítica, al exalcalde Samuel Moreno Rojas lo inhabilitó por falta de gestión para evitar las demoras de los contratistas de la calle 26 de Bogotá y a su hermano el excongresista Iván lo inhabilitó por el llamado Carrusel de la Contratación por medio del cual los hermanos permitieron la malversación de fondos por parte de los contratistas de la calle 26 apropiándose de recursos del erario. Entre otros destituyó al exministro Sabas Pretelt de la Vega, a los exdirectores del DAS Jorge Noguera y María del Pilar Hurtado, al exsecretario general de la Presidencia de Álvaro Uribe Bernardo Moreno, al exdirector nacional de estupefacientes Carlos Albornoz, al exconcejal de Bogotá Hipólito Moreno, al exsuperintendente financiero Gerardo Hernández Correa, al exalcalde de Medellín Alonso Salazar, al alcalde de Bogotá Gustavo Petro, su secretario Guillermo Asprilla y al exgerente del Acueducto de Bogotá Diego Bravo.
Algunas de las medidas tomadas por Ordóñez al frente de la Procuraduría han sido consideradas inexactas, desproporcionadas y fundamentadas en intereses políticos. Incluso algunas han sido revertidas por tribunales de justicia nacionales e internacionales, tal es el caso de la sanción impuesta al exalcalde de Medellín Alonso Salazar a quien Ordóñez había destituido e inhabilitado por 12 años; dicha sanción fue tumbada y calificada como desproporcionada por el Consejo de Estado. Asimismo, la sanción impuesta al alcalde de Bogotá Gustavo Petro, fue suspendida por cuenta de las medidas cautelares concedidas al funcionario por la Comisión Interamericana de Derechos Humanos y protegidas por un juez del Tribunal Superior de Bogotá.
| Funcionarios sancionados por faltas disciplinarias | 2009 | 2010 | 2011 | 2012 | 2013 |
| -------------------------------------------------- | ---- | ---- | ---- | ---- | ---- |
| Alcaldes                                           | 212  | 162  | 246  | 209  | 152  |
| Concejales                                         | 119  | 101  | 261  | 141  | 87   |
| Gobernadores                                       | 14   | 10   | 19   | 6    | 10   |
| Diputados                                          | 7    | 7    | 2    | 2    |      |
| Senadores                                          | 0    | 3    | 4    | 5    |      |
| Representantes                                     | 1    | 2    | 3    | 4    |      |

### Reelección como procurador
En septiembre de 2012, Ordóñez postuló su nombre ante la Corte Suprema de Justicia de Colombia siendo reelegido por mayoría simple como su candidato para la elección del procurador general, que fue realizada en el Congreso de Colombia.
Hubo posiciones divergentes en el país a favor y en contra de esta nominación, pues la Corte Suprema nombró a Ordónez como elegible a procurador general de Colombia, antes de que el Consejo de Estado y el gobierno nacional presentaran sus respectivos candidatos, lo cual fue considerado por sus opositores como una ventaja para Ordónez.
Otro punto alrededor del cual surgió controversia fueron los impedimentos que tenían algunos congresistas para la votación en el parlamento para la elección del procurador . Algunos de estos impedimentos fueron presentados ante el Congreso el mismo día de la elección, pero a pesar de ello se realizó la elección donde Ordóñez fue reelecto como procurador general de la Nación para el periodo 2013–2016 con 80 de 93 votos.
Su gestión en este segundo periodo se caracterizó más por la polémica que por su gestión como tal, causando polarización en el país entre quienes lo apoyaban y los que lo rechazaban. Un ejemplo de ello es la solicitud a la Corte Constitucional para que decrete inconstitucional la Ley Antidiscriminación, que busca proteger los derechos de poblaciones afrodescendientes, indígenas, LGBTI y personas con discapacidad, bajo el argumento que esta ley "no precisa cuáles son los hechos puntuales que deben ser clasificados como discriminatorios".

### Anulación de reelección de procurador, por inexistencia de figura constitucional.
En septiembre de 2016 la sala plena del Consejo de Estado, mediante su sentencia, declaró la nulidad de la reelección del procurador Alejandro Ordóñez Maldonado, ante la inexistencia de la figura constitucional de reelección de procurador, acogiéndose al principio del derecho, que dice que lo que no está escrito no está permitido, refiriéndose a los deberes del Estado y sus funcionarios, el procurador Alejandro Ordóñez apeló la sentencia, diciendo que la figura de reelección del procurador si bien no está escrita, ya había sido aplicada en anteriores reelecciones y que contradecía anteriores sentencias del Consejo de Estado, que habían permitido las anteriores reelecciones de procurador, es decir que el fallo fue retroactivo, la apelación que no fue aceptada.

## Posiciones ideológicas y conceptos como procurador
Entre sus posiciones ideólogias están la oposición a la adopción homosexual y al matrimonio del mismo sexo además de estar opuesto al aborto. El 24 de julio de 2013, la Corte Constitucional rechazó la solicitud de Ordóñez de anular la sentencia C-577 de 2011, donde se avalaban las uniones homosexuales. Ordóñez acató la sentencia, aunque pidió a notarios no realizar uniones con la forma jurídica del matrimonio y solicitó al Superintendente de Notariado y Registro no crear una cartilla donde estas uniones se constituyesen bajo la forma legal del matrimonio. En abril de 2016, la Corte Constitucional otorga legalidad jurídica a los matrimonios civiles entre parejas de mismo sexo, otorgándoles los mismos derechos y beneficios de un matrimonio heterosexual. Ordóñez rechaza este nuevo fallo, argumentando que la Corte está "legislando" para modificar la Constitución y solicitó al Congreso de la República un Acto Legislativo para reversar el fallo del máximo tribunal.
Sobre la adopción homosexual en escrito a la Corte Constitucional el procurador conceptuó que "solo la familia que tiene su origen en las relaciones heterosexuales resulta idónea para cumplir con los fines de la adopción". En noviembre de 2015 la Corte Constitucional dio el visto bueno para que las parejas del mismo sexo puedan adoptar menores de edad fallo del cual el procurador Ordóñez solicitó su nulidad a la misma Corte argumentando que es el Congreso quien debe legislar sobre el tema.
Se ha manifestado en contra de la despenalización de la dosis mínima de alucinógenos, ya que considera que al legalizar la dosis mínima "se estaría dando un paso adelante en la legalización de las drogas en Colombia". 
Ordóñez se ha mostrado en contra de la eutanasia, al considerar inviolable el "Derecho a la Vida" consagrado en la Constitución. En 2015 Ordóñez actuando en su capacidad de procurador demandó ante el Consejo de Estado la resolución que reglamentó la eutanasia en Colombia pidiendo su nulidad.
Alejandro Ordóñez se ha declarado aficionado de la tauromaquia o corridas de toros, manifestando que esta es un “acto civilizador, es la confrontación entre la razón y la fuerza, en la cual sale triunfadora la razón”.
En agosto de 2015, Alejandro Ordóñez pidió por medio de un concepto de carácter no vinculante, enviado a la Corte Constitucional de Colombia, que los colegios del país puedan restringir expresiones excesivas de afecto como abrazos, besos y caricias o, en su defecto, que se les exija a los estudiantes, por medio del Manual de Convivencia o reglamento interno de cada colegio.
Frente al tema del Fallo de La Haya Ordóñez ha señalado que el fallo de la Corte de La Haya en 2012 no puede constitucionalmente modificar las fronteras colombianas, ni reducir el mar territorial del país ya que, según lo señala el Artículo 101 de la Constitución, estas sólo pueden ser modificadas por medio de convenios entre países que sean ratificados por el Congreso de la República de Colombia. Por tanto, insistió en garantizar la protección de los sanandresanos y de su actividad comercial e industrial referida a la pesca, aunque esas declaraciones no se han transformado en hechos.
En 2022, calificó de "genocida" y "totalitaria" la legalización del aborto por parte de la Corte Constitucional.

## Polémicas
Ordóñez se ha enfrentado a muchas controversias por sus políticas e ideología de extrema derecha, generando división entre aquellos que lo apoyan y aquellos que son sus opositores.

### Quema de libros en Bucaramanga
El 13 de mayo de 1978, Alejandro Ordóñez participó en una quema colectiva de libros y revistas frente a la biblioteca pública municipal Gabriel Turbay de la ciudad de Bucaramanga. En dicha reunión se quemarón revistas de índole pornográfica y libros de García Márquez, Rousseau, Marx.

### Proceso de paz con las FARC-EP
En su condición de procurador, ha señalado en diversos pronunciamientos sus dudas con respecto al proceso de paz y lo que en él se está pactando, ha dicho que los guerrilleros que han cometido delitos de lesa humanidad y que estén condenados o procesados por Cortes Internacionales no pueden participar en elecciones democráticas; en la Corte Penal Internacional reposan 218 condenas por delitos de lesa humanidad contra las FARC-EP y 8 miembros del secretariado que han sido procesados por delitos como genocidios, violación a los derechos humanos y crímenes de guerra, así como tampoco pueden aspirar a cargos públicos las personas que en cualquier momento de su vida hayan sido privadas de la libertad por medio de sentencia judicial (exceptuando los que hayan sido condenados exclusivamente por delitos políticos o culposos).
También ha hecho hincapié en que no se pueden desarrollar unas elecciones donde el grupo insurgente no deje las armas y que los guerrilleros deben ser investigados por sus crímenes y no pueden pagar penas simbólicas o no pagar pena alguna, ya que la Justicia Transicional señala que los delitos de lesa humanidad tienen que ser investigados, que el narcotráfico y el terrorismo de las guerrillas no son delitos conexos a los delitos políticos y en caso de que el recusado sea considerado culpable debe pagar una pena moderada de prisión. A su vez ha señalado que si bien la sociedad y las víctimas "están dispuestas a asumir una dosis de impunidad", ello no significa la "impunidad total".
Sus contradictores señalan que se debe ponderar el derecho a la paz sobre cualquier derecho de las víctimas a la justicia y que para ello se deben abrir los canales democráticos a las FARC-EP para que estos puedan tener acceso a las corporaciones públicas, a su vez han insistido en que es más importante la paz que los tratados internacionales: "En Colombia primero está la paz que la extradición, primero la paz colombiana que la ley internacional. La comunidad internacional, incluyendo el gobierno de los Estados Unidos, tienen que entender un tienen que contribuir a la paz en nuestro país" le respondió el exvicepresidente Angelino Garzón.

### Destitución de Gustavo Petro
En diciembre de 2013, la Procuraduría destituyó en primera instancia al entonces alcalde de Bogotá Gustavo Petro, inhabilitándolo además por 15 años para ejercer cargos públicos, lo que fue ratificado en segunda instancia por una sala disciplinaria de la misma Procuraduría en enero de 2014; la sanción es por haber incurrido en faltas graves —según el ente de control— debido a irregularidades en las que incurrió cuando realizó el cambio en el modelo de recolección de basuras de la ciudad, decisión que el alcalde tomó a pesar de que nueve diferentes entidades señalaban la imposibilidad de aplicar el nuevo sistema y que desencadenó la crisis de los días 18, 19 y 20 de diciembre en Bogotá, cuando se dejaron de recoger miles de toneladas de basura y se optó por recogerla en volquetas. El cambio de modelo, según la Contraloría Distrital de Bogotá, resultó en un detrimento patrimonial que para 2013 fue de 59 mil millones de pesos.
El 6 de marzo de 2014, el Consejo Superior de la Judicatura revocó la suspensión del fallo de la Procuraduría ordenada de manera previa por el Tribunal Administrativo de Cundinamarca ese mismo año; asimismo, el 18 de marzo el Consejo de Estado rechazó las tutelas que había recibido contra la destitución, con lo que dejó en firme la sanción emitida por la Procuraduría. Sin embargo, el mismo 18 de marzo, la Comisión Interamericana de Derechos Humanos concedió medidas cautelares en favor de Petro y requirió que se suspendiera la destitución; no obstante el 19 de marzo, el presidente de la República, Juan Manuel Santos, rechazó las medidas cautelares que señaló como una "recomendación" y ejecutó la destitución de Petro, nombrando a Rafael Pardo como reemplazo, en calidad de Alcalde Encargado. El 22 de abril (35 días después), un magistrado del Tribunal Superior de Bogotá, ante una acción de tutela, le ordena al Presidente de la República acatar las medidas cautelares proferidas por la Comisión Interamericana de Derechos Humanos y restituir a Petro en el cargo. Al día siguiente, el presidente Santos ejecuta la sentencia y restituye a Petro como Alcalde Mayor de Bogotá. 
No obstante, en 2015 el procurador Alejandro Ordóñez le abrió dos nuevas investigaciones disciplinarias al alcalde Gustavo Petro, la primera por supuesta usurpación de funciones al Concejo de Bogotá en la modificación al Plan de Ordenamiento Territorial (POT) de la capital y la segunda por supuestas irregularidades en el manejo de la línea de emergencia 123 de Bogotá; investigaciones que Petro calificó como una "persecución política" y "matoneo" de parte del procurador.

### Deportaciones de colombianos de Venezuela en 2015
Ordóñez fue crítico de la manera como el gobierno colombiano, en cabeza de Juan Manuel Santos, manejó la crisis de los colombianos indocumentados en Venezuela, deportados de manera forzosa de ese país en agosto de 2015, debido al estado de excepción decretado en ese momento por el gobierno de Nicolás Maduro en la frontera con Colombia, por la supuesta presencia de grupos paramilitares colombianos en territorio venezolano, además de buscar frenar el narcotráfico y el contrabando de productos básicos venezolanos hacia Colombia. Al respecto, el procurador manifestó que “Es inaceptable que el gobierno de Venezuela acuse a los medios de comunicación y los responsabilice de la crisis, por informar sobre los ataques a que están siendo sometidos los colombianos” , y además rechazó la manera como el gobierno venezolano estigmatiza a la población colombiana que reside de manera ilegal en la frontera, calificándolos de paramilitares, contrabandistas y narcotraficantes. Ordóñez acusó a la Guardia Venezolana de cometer abusos contra la población expulsada y de cometer actos de violación a niñas menores de edad en la frontera, llevando estos casos a la Corte Interamericana de Derechos Humanos (CIDH) y a la Corte Penal Internacional (CPI).

## Distinciones
Ha recibido diversas distinciones como un magíster honoris causa en Ciencias Políticas de la Universidad de Salerno, la medalla José Ignacio de Márquez, mejor magistrado del Consejo de Estado, mejor magistrado del Tribunal Administrativo de Santander, le fue otorgada la medalla San Francisco Javier en primer grado o Gran Cruz, a su vez recibió la Orden al Mérito Bolivariano de la Universidad Pontificia Bolivariana de Montería, también recibió de S. A. R. Sixto Enrique de Borbón la distinción honorífica de la Orden de la Legitimidad Proscrita, recibió una condecoración dada por su alma mater y la medalla Luis Carlos Galán por sus aportes al departamento de Santander otorgada por la honorable Asamblea Departamental.

## Obra literaria
La obra literaria de Ordóñez gira en torno al estudio del Derecho y la temática de la defensa de los principios y moral cristiana en la sociedad, a su vez ha realizado la crítica a la pérdida de valores. Es seguidor de la corriente de defensa de la Hispanidad de Rubén Darío, que en Colombia fue enarbolada por el expresidente Alfonso López Michelsen (al cual cita en sus escritos) y ha discurrido sobre temas históricos, políticos y de actualidad de Colombia.
El primer escrito que se conoce de Ordóñez es su tesis de abogado en la Universidad Santo Tomás de Bucaramanga. Presupuestos fundamentales del Estado Católico un escrito de 1979, donde discurre sobre las diferencias de la visión del Estado y de la persona que hay entre el racionalismo y el catolicismo. En dicho escrito realiza una crítica a los modelos de Estado cuya fuente de autoridad no provienen de Dios como la democracia liberal, el autoritarismo, el comunismo y el nazismo.
Ordóñez concluye que es necesario volver a un Estado confesional basado en la doctrina católica en contra del racionalismo que considera falso. En el escrito describe dos episodios con los que busca exponer la falsedad del racionalismo, ya que en estos se manipuló a las masas para tomar decisiones en contra de la razón y de Dios; el primer episodio es la crucifixión de Jesús que se decidió luego de la votación del pueblo, y el segundo episodio es la victoria del ateísmo-racista en Alemania por medio del nazismo lo que se dio luego de plebiscitos que manipularon al pueblo alemán y a la postre según señala Ordóñez llevaron a la destrucción de este país y su pueblo, víctimas del materialismo y el racismo.
En sus libros Hacia el libre desarrollo de nuestra animalidad (2003), Ideología de género: utopía trágica o revolución cultural (2006) y El nuevo Derecho, el nuevo orden mundial y la revolución cultural (2007), escritos donde critica la ideología de género y a las grandes multinacionales que socavan la soberanía nacional.
Otros de sus libros son Justicia Disciplinaria: De la Ilicitud Sustancial a lo Sustancial de la Ilicitud (2009), Fundamentos Generales del Derecho Administrativo (1996), Fundamentos Constitucionales de la Seguridad Social (1997), Derecho Procesal Administrativo (1997) y Contratación Estatal: Teoría y Práctica (1999).
Fuera de estos libros ha escrito numerosos artículos académicos y participado en recopilaciones como en las Memorias del VIII Encuentro de la Jurisdicción de lo Contencioso Administrativo, donde escribió un texto titulado: La Acción Popular, Aspectos Sustanciales y Procesales (2001).

## Precandidatura para las Elecciones Presidenciales de 2018
El 22 de junio de 2017 Ordóñez inscribió su precandidatura a la Presidencia de Colombia por el Movimiento "La Patria de Pie", con el que consiguió 2’204.064 firmas lo cual lo avala como candidato a la presidencia. En una disputa de candidatura única de la denominada “Gran Alianza por Colombia” apoyado por el Partido Conservador y el Centro Democrático, se enfrentó en comicios contra Iván Duque y Marta Lucía Ramírez el 11 de marzo de 2018, para definir el candidato que iniciará la carrera presidencial el mismo año, tuvo un resultado en el que fue ampliamente superado por los miembros de su coalición sumando un total de votos de 384.721 ( 6,48%), mientras el candidato Iván Duque obtuvo 3.803.393 (67,75%).